# Gare d'Ajaccio
La gare d'Ajaccio est une gare ferroviaire française terminus de la ligne de Bastia à Ajaccio (voie unique à écartement métrique). Elle se situe dans le centre-ville d'Ajaccio, square Pierre Griffi, près du port, dans le département de la Corse-du-Sud et la Collectivité de Corse (CdC).
Construite par l'État, elle est mise en service en 1888 par la Compagnie de chemins de fer départementaux (CFD). C'est une gare des Chemins de fer de la Corse (CFC) desservie par des trains CFC circulant entre les gares de Bastia et d'Ajaccio.

## Situation ferroviaire
Établie à 4 mètres d'altitude, la gare terminus est établie au point kilométrique (PK) 157,4 de la ligne de Bastia à Ajaccio (voie unique à écartement métrique), après la halte - arrêt facultatif - des Salines, la première gare est celle de Mezzana.

## Histoire
En 1887, l'État active les travaux de construction et d'aménagements de la « gare d'Ajaccio » afin de permettre l'ouverture du tronçon de la ligne d'Ajaccio à Mezzana, terminus provisoire, au cours de l'année 1888.
La gare terminus d'Ajaccio est mise en service le 1er décembre 1888 par la Compagnie de chemins de fer départementaux (CFD) lors de l'ouverture à l'exploitation de la section d'Ajaccio à Mezzana.

## Service des voyageurs

### Accueil
Gare CFC, elle dispose d'un bâtiment voyageurs, avec guichet ouvert tous les jours.

### Desserte
Ajaccio est desservie par les trains CFC « grande ligne » de la relation Bastia (ou Corte) - Ajaccio et de la « desserte périurbaine d'Ajaccio », relation Mezzana - Ajaccio.

### Intermodalité
Un parking pour les véhicules y est aménagé sur le devant de la gare.

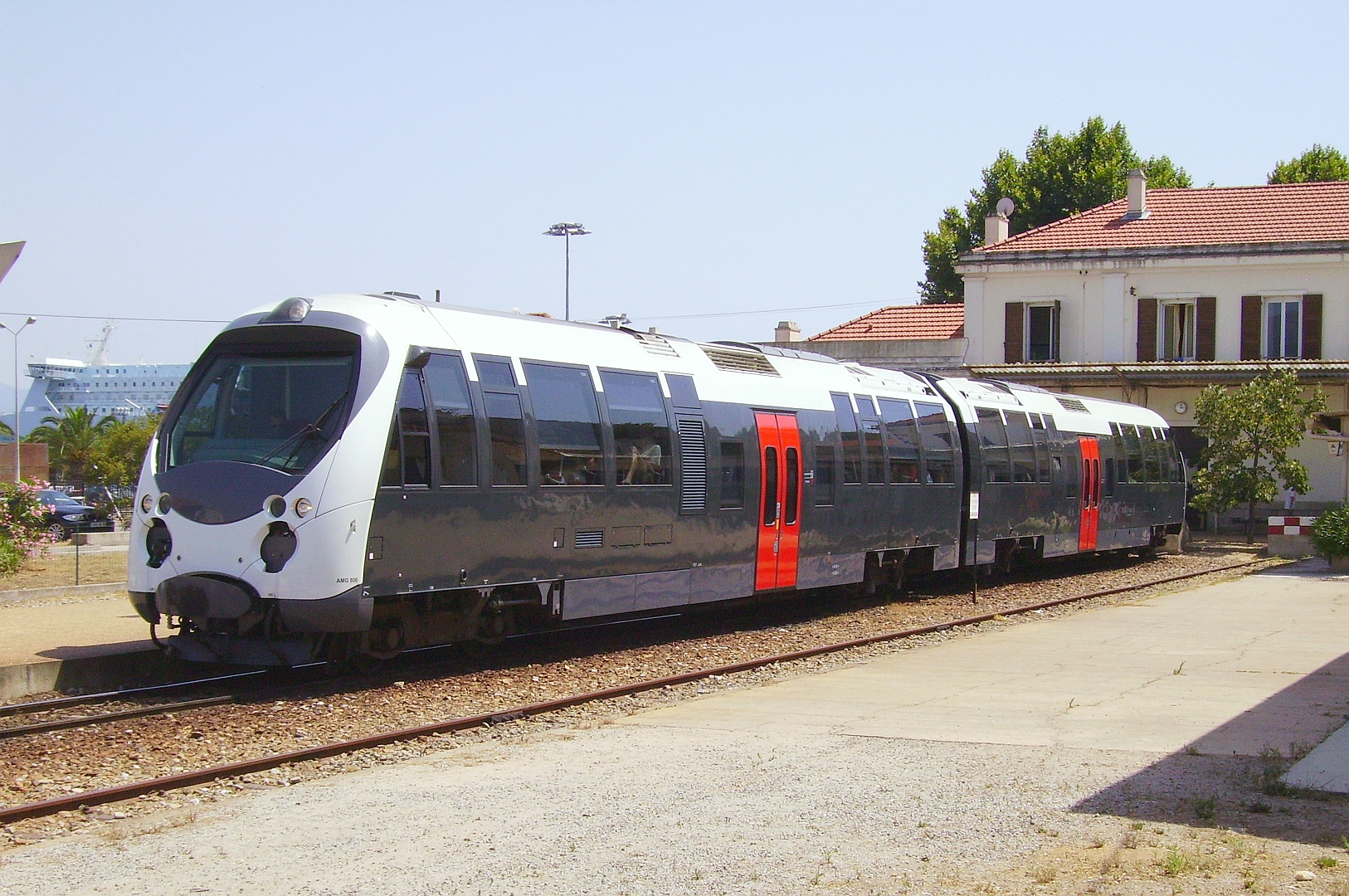
Une rame AMG 800 train n°26 attend le départ en gare d'Ajaccio

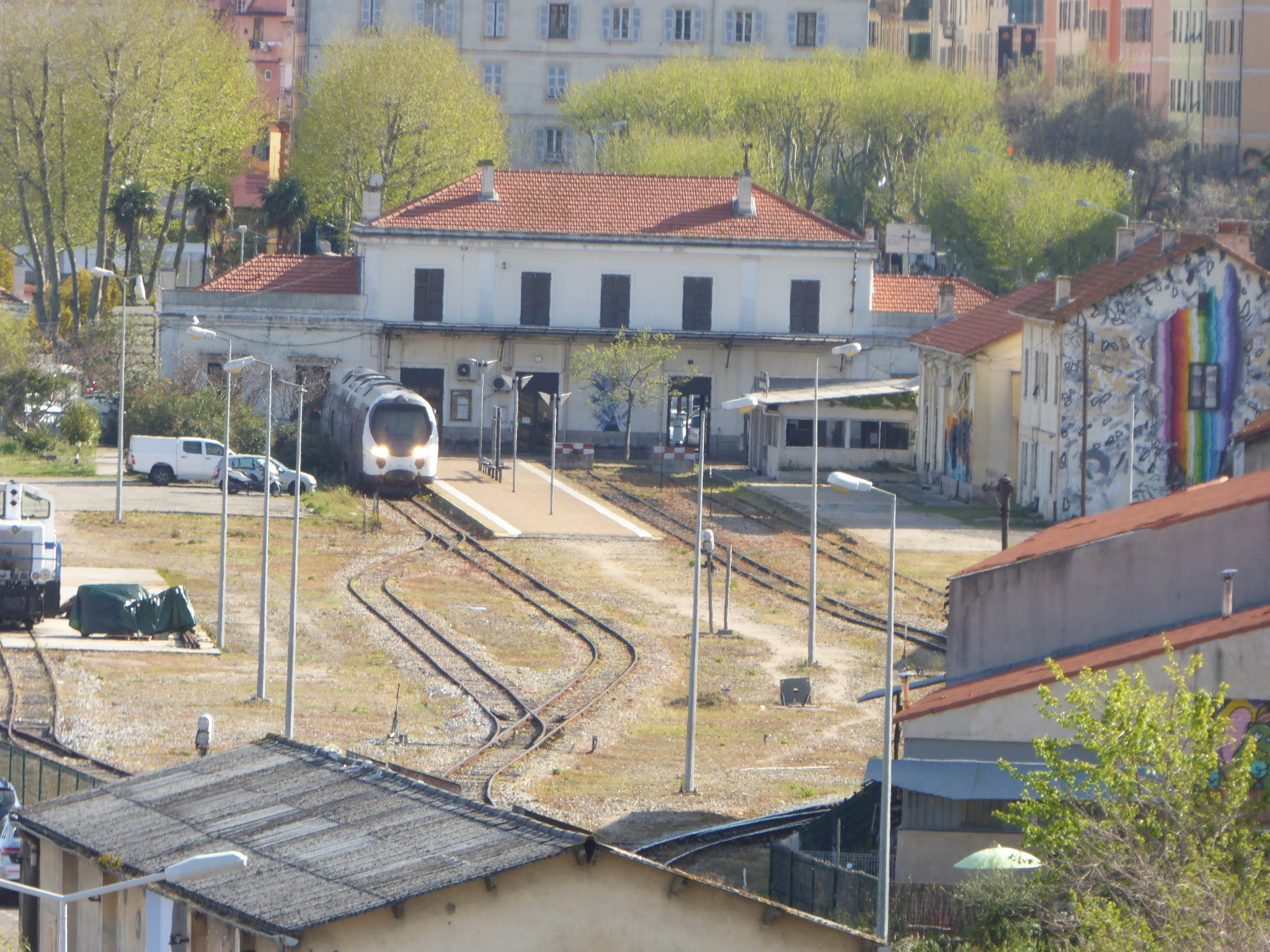
Vue générale de la gare, un AMG 800 près au départ, les quais et des 3 voies en impasse sur heurtoirs